# Jasna Gwiazda
Jasna Gwiazda (dodatkowa nazwa w j. kaszub. Jasnô Gwiôzda) – osada w Polsce położona w województwie pomorskim, w powiecie kościerskim, w gminie Lipusz.
Do końca 2015 roku stanowiła część wsi Tuszkowy.